# Canton de Mons-en-Laonnois
Le canton de Mons-en-Laonnois est une ancienne division administrative française, située dans le district de Laon du département de l'Aisne. Son chef-lieu était la commune de Mons-en-Laonnois et le canton comptait 15 communes au moment de sa création.

## Histoire
Le canton est créé le 18 février 1790 sous la Révolution française,. 
Le canton a compté quinze communes avec Mons-en-Laonnois pour chef-lieu au moment de sa création : Beffecourt, Bourguignon-sous-Montbavin, Chaillevois, Chivy-lès-Étouvelles, Clacy, Les Creuttes, Étouvelles, Fouquerolles, Laniscourt, Merlieux, Mons-en-Laonnois, Montbavin, Royaucourt-et-Chailvet, Thierret et Vaucelles.
Entre 1791 et 1794, les communes de Clacy et Thierret se regroupent et la nouvelle entité prend le nom de Clacy-et-Thierret. La commune de Vaucelles-et-Beffecourt est créée entre 1791 et 1794 en remplaçant les communes de Vaucelles et Beffecourt. Par arrêté du directoire du département du 9 août 1792, Merlieux et Fouquerolles fusionnent et forment la nouvelle commune de Merlieux-et-Fouquerolles. Le nombre de communes passe de quinze à douze communes.
Le canton disparaît le 25 septembre 1801 (3 vendémiaire, an X) sous le Consulat ; Chivy-lès-Étouvelles, Clacy-et-Thierret et Étouvelles sont rattachées au canton de Laon. Bourguignon-sous-Montbavin, Chaillevois, Les Creuttes, Laniscourt, Merlieux-et-Fouquerolles, Mons-en-Laonnois, Montbavin, Royaucourt-et-Chailvet et Vaucelles-et-Beffecourt sont reversées dans le canton d'Anizy-le-Château.

## Composition
Le canton est composé de 12 communes au moment de sa suppression en 1801. 
Le tableau suivant en donne la liste, en précisant leur nom, leur population en 1793, puis en 1800, leur cantons de rattachement de l'An X, et leur appartenance aux cantons actuels.
| Communes                   | Population (1793) | Population (1800) | Canton de l'an X | Canton actuel |
| -------------------------- | ----------------- | ----------------- | ---------------- | ------------- |
| Bourguignon-sous-Montbavin | 193               | 211               | Anizy-le-Château | Laon-1        |
| Chaillevois                | 173               | 198               | Anizy-le-Château | Laon-1        |
| Chivy-lès-Étouvelles       | 205               | 234               | Laon             | Laon-2        |
| Clacy-et-Thierret          | 121               | 112               | Laon             | Laon-1        |
| Les Creuttes,              | 71                | 82                | Anizy-le-Château | Laon-1        |
| Étouvelles                 | 148               | 161               | Laon             | Laon-2        |
| Laniscourt                 | 158               | 170               | Anizy-le-Château | Laon-1        |
| Merlieux-et-Fouquerolles   | 278               | 279               | Anizy-le-Château | Laon-1        |
| Mons-en-Laonnois           | 456               | 462               | Anizy-le-Château | Laon-1        |
| Montbavin                  | 155               | 129               | Anizy-le-Château | Laon-1        |
| Royaucourt-et-Chailvet     | 158               | 154               | Anizy-le-Château | Laon-1        |
| Vaucelles-et-Beffecourt    | 171               | 177               | Anizy-le-Château | Laon-1        |

## Évolution démographique
| 1793  | 1800  |
| ----- | ----- |
| 2 287 | 2 369 |

Histogramme

(élaboration graphique par Wikipédia)